# Podborze (Kopki)
Podborze – część wsi Kopki w Polsce, położona w województwie podkarpackim, w powiecie niżańskim, w gminie Rudnik nad Sanem.
W latach 1975–1998 Podborze administracyjnie należało do województwa tarnobrzeskiego. 
Wierni kościoła rzymskokatolickiego należą do Parafii Trójcy Przenajświętszej w Rudniku nad Sanem.